# Scelio erythrogaster
Scelio erythrogaster är en stekelart som beskrevs av Jean-Jacques Kieffer 1908. Scelio erythrogaster ingår i släktet Scelio och familjen Scelionidae. Inga underarter finns listade i Catalogue of Life.